# Joseph Owondault Berre
Joseph Owondault Berre, né le 21 octobre 1945 à Mouila, est un homme d'État gabonais. Il est vice-président de la Transition de septembre 2023 à mai 2025.

## Biographie

### Formation
Owondault Berre effectue ses études primaires et secondaires à Libreville avant de poursuivre sa formation en France. Il obtient son diplôme d'ingénieur en génie électrique à l'Institut national des sciences appliquées (INSA) de Lyon en 1972.

### Carrière professionnelle
Joseph Owondault Berre exerce dans le secteur public gabonais. Il travaille pour la Société d'énergie et d'eau du Gabon (SEEG) et occupe le poste de directeur général à la Société d'entreposage des produits pétroliers (SGEPP). 
De 1985 à 1988, il est également conseiller auprès du maire de Libreville. Après sa retraite en 2003, il exerce comme consultant indépendant dans le domaine pétrolier.

### Vice-président de la Transition
Il est nommé vice-président de la Transition par le général Brice Clotaire Oligui Nguema le 11 septembre 2023, à la suite du renversement du président Ali Bongo Ondimba le 30 août précédent.
En tant que vice-président de la transition, Joseph Owondault Berre occupe un poste clé dans le nouveau gouvernement gabonais. Selon la charte de transition, il n'est pas éligible pour participer à l'élection présidentielle qui marquent la fin de cette période transitoire. Sa nomination est perçue comme une volonté de stabiliser le pays après les bouleversements politiques récents. Il quitte ses fonctions en mai 2025, à l'issue de l'élection présidentielle.